# (989) Schwassmannia
(989) Schwassmannia és un asteroide del cinturó principal descobert per l'astrònom Arnold Schwassmann en 1922 des de l'observatori d'Hamburg-Bergedorf, Alemanya.
Deu el nom a l'astrònom alemany Arnold Schwassmann (1870-1964), descobridor de 4 cometes i 22 planetes menors.
S'estima que té un diàmetre de 12,86 ± 0,8 km. La seva distància mínima d'intersecció de l'òrbita terrestre és d'1,00469 ua.
Les observacions fotomètriques recollides d'aquest asteroide mostren un període de rotació de 107,85 hores, amb una variació de lluentor de 11,8 de magnitud absoluta.